# هدیه (فیلم ۲۰۰۳)
هدیه (انگلیسی: The Gift) فیلمی در ژانر مستند است که در سال ۲۰۰۳ منتشر شد.